# Canción de cuna (película de 1953)
Canción de cuna es una película de drama y melodrama mexicana de 1953, producida y dirigida por Fernando de Fuentes, y protagonizada por María Elena Marqués, Carmelita González y Alma Delia Fuentes.

## Argumento
La hija de una prostituta es abandonada en un convento donde una monja la cuida, pues pide que no la lleven al hospicio.

## Reparto
- María Elena Marqués como Sor Juana.
- Carmelita González como Sor Marcela.
- Alma Delia Fuentes como Teresita (joven).
- Anita Blanch como Madre Vicaria.
- César del Campo como Antonio.
- Sara Guasch como Madre superiora.
- Fernando Cortés como Doctor José.
- Queta Lavat como Sor María de Jesús.
- Matilde Palou como Madre maestra.
- Verónica Loyo
- Beatriz Ramos como Hermana Inés.
- Josefina Leiner
- Marcela Quevedo como Teresita (como niña Marcela Quevedo).
- Elodia Hernández como Doña Matilde (no acreditada).
- Ana María Villaseñor  como (no acreditada).

## Recepción
En Historia mínima. La cultura mexicana en el siglo XX, Carlos Monsiváis cita a la película como una de las que considera representan un declive en la carrera del director Fernando de Fuentes: «El declive es incomprensible: ¿cómo el director de El compadre Mendoza es capaz de cometer engendros como Canción de cuna (1953) y Los hijos de María Morales (1952)? ¿Es el agotamiento de un director o el aplastamiento de una industria que no permite ni el descanso ni las ambiciones estéticas de sus creadores?». En Historia del cine mexicano, Emilio García Riera cita a la película junto con Sor Alegría (1952) como películas que «trataron de monjas conformes, contentas, y muy maquilladas».